# Ludwig Gaim
Ludwig Gaim (Deggendorf, 1º aprile 1892 – Deggendorf, 10 gennaio 1979) è stato un aviatore tedesco, asso dell'aviazione della Luftstreitkräfte durante la prima guerra mondiale con 5 abbattimenti accreditati. Terminò la guerra come VizeFeldwebel. Gaim sarebbe tornato al servizio della sua nazione durante la seconda guerra mondiale dopo essersi unito al Partito Nazionalsocialista Tedesco dei Lavoratori. Arrivò a al grado di Standartenführer nelle Schutzstaffel.

## Biografia
Ludwig Gaim nacque a Deggendorf nel Regno di Baviera il 1º aprile 1892. Si unì ad un'unità di artiglieria nel Deutsches Heer (1871-1919) nell'agosto 1914. Prestò servizio nella battaglia di Verdun e fu insignito della Croce di Ferro di seconda classe il 21 ottobre 1914. Continuò il servizio di artiglieria fino al luglio 1916. Si trasferì poi nel Luftstreitkräfte per il servizio in aviazione con la Flieger-Abteilung (Artillerie) 293 (Distaccamento Flier (Artillery) 293). Volò in missioni di direzione d'artiglieria ed altre missioni di ricognizione con questa unità fino al ferimento il 6 gennaio 1917. Fu promosso a VizeFeldwebel il 25 maggio 1917. Dopo essersi ripreso dalla ferita, si brevettò come pilota da caccia sui monoposto. Dopo il brevetto, fu spedito in Italia per unirsi alla Jagdstaffel 39 (Fighter Squadron 39) il 27 giugno 1917. Tra il 25 ottobre e il 30 dicembre 1917 abbatté cinque aerei italiani. Fu nuovamente ferito in azione, mentre otteneva la sua quinta vittoria.
Il 25 ottobre abbatte il Caproni Ca3 4062 della 6ª Squadriglia con equipaggio Cesare Baccili, Pietro Cattai, Luigi Ferippi e Eugenio Violi (tutti caduti) sopra San Leonardo (Italia).
Gaim accompagnò la Jasta 39 al suo ritorno in servizio sul settore di Reims del Fronte occidentale (1914-1918) nel marzo 1918. Non avrebbe ottenuto altre vittorie prima di lasciare la squadriglia il 4 aprile 1918.
Gaim combatté anche nella seconda guerra mondiale come soldato nelle Schutzstaffel. Si unì al Partito Nazionalsocialista Tedesco dei Lavoratori come membro numero 763.780 ed alle Schutzstaffel come membro numero 279.441. Il 9 novembre 1943 ottenne il grado di SS-Standartenführer ed Oberleutnant der Reserve.